# Großsteingrab Lille Veksø 2
Das Großsteingrab Lille Veksø 2 war eine megalithische Grabanlage der jungsteinzeitlichen Nordgruppe der Trichterbecherkultur im Kirchspiel Veksø in der dänischen Kommune Egedal. Es wurde im 19. Jahrhundert zerstört.

## Lage
Das Grab lag zwischen Veksø und Stenløse, einige Meter nördlich der Straße Humiebakken. In der näheren Umgebung gibt bzw. gab es zahlreiche weitere megalithische Grabanlagen.

## Forschungsgeschichte
Im Jahr 1875 führten Mitarbeiter des Dänischen Nationalmuseums eine Dokumentation der Fundstelle durch. Zu dieser Zeit waren keine baulichen Überreste mehr auszumachen.

## Beschreibung

### Architektur
Die Anlage besaß eine Hügelschüttung unbekannter Form und Größe, von der sich 1875 nur noch geringe Reste abzeichneten. Über eine mögliche steinerne Umfassung ist nichts bekannt.
Der Hügel enthielt eine Grabkammer, die als Ganggrab anzusprechen ist. Sie hatte einen ovalen Grundriss und eine Länge von etwa 3,8 m. Zur Orientierung und zur Anzahl der Wand- und Decksteine liegen keine Angaben vor. An einer Langseite war der Kammer ein Gang vorgelagert. Er hatte eine Länge von etwa 4,4 m und eine Höhe von 1,5 m. Am äußeren Ende des Gangs befand sich ein großer runder Stein (vielleicht ein Verschlussstein oder ein Deckstein).

### Funde
In der Kammer wurden verbrannte Knochen und Keramikscherben entdeckt. Die Funde wurden wohl nicht aufgehoben.